# Katastrofa budowlana

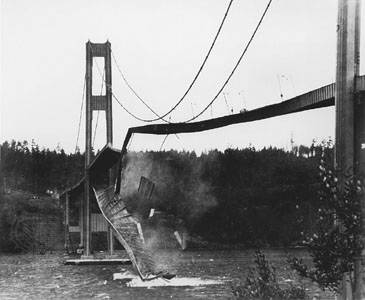
Katastrofa budowlana

Katastrofa budowlana – niezamierzone, gwałtowne zniszczenie obiektu lub jego części, a także konstrukcyjnych elementów rusztowań, elementów urządzeń formujących, ścianek szczelnych i obudowy wykopów.
Nie jest katastrofą budowlaną:
- uszkodzenie elementu wbudowanego w obiekt budowlany, nadającego się do naprawy lub wymiany;
- uszkodzenie lub zniszczenie urządzeń budowlanych związanych z budynkami;
- awaria instalacji.

## Przyczyny katastrof budowlanych
- błędy przy projektowaniu
  - błędnie przyjęty model pracy konstrukcji
  - niedostateczna nośność
  - niedostateczna rysoodporność
  - wadliwe zaprojektowanie połączenia
  - wadliwe zaprojektowana wentylacja oraz izolacja cieplno – wilgotnościowa powodująca korozję
  - nieprawidłowe wykonanie projektu adaptacji (bez ekspertyzy stanu technicznego)
  - niepełne uwzględnienie strat sprężenia
- błędy w czasie wykonawstwa
  - realizacja niezgodna z dokumentacją techniczną
  - zła jakość materiałów, prefabrykatów
  - nieodpowiednie warunki transportu i składowania
  - niewłaściwa technologia wykonania
  - zła jakość wykonywania robót
- nieodpowiednie warunki eksploatacji
  - zbyt duże obciążenie
  - przeróbki niezgodne z zasadami budowlanymi
  - utrzymanie i remont danego obiektu
- Przypadki losowe
  - wybuchy
  - pożary
  - wstrząsy sejsmiczne
  - huragany
  - usuwiska
  - tąpnięcia
  - powodzie

## Zagrożenia od instalacji i sieci
- instalacja elektryczna – może powodować porażenie ofiar lub ratowników, dodatkowo może inicjować zapalenie się materiałów, a w połączeniu z ulatniającym się gazem wybuchy.
- instalacja wodociągowa – stwarza zagrożenie zatopienia ofiar katastrofy znajdujących się w niższych częściach budynku oraz utratę stabilności niektórych elementów rumowiska.
- instalacja kanalizacyjna – ze względu na swoją specyfikę stwarza mniejsze zagrożenie niż inne instalacje, gdyż w przekrojach przewodu nie występuje ciągły przepływ. Może ona być wykorzystana do przesyłania powietrza osobom zagrożonym.
- instalacja ciepłownicza – stwarza zagrożenie podobnie jak instalacje wodne, szczególnie w okresach grzewczych.
- instalacja gazowa – jest jedną z najbardziej niebezpiecznych, gdyż jej rozszczelnienie i uszkodzenie bezpośrednio stwarza zagrożenie wybuchu lokalnego oraz może powodować zatrucie ofiar.